# Армейская группа Кемпфа
Армейская группа Кемпфа (сокращённо АГ «Кемпф», нем. Armeeabteilung Kempf или Armee-Abteilung Kempf) — оперативное объединение войск вермахта, входившее в группу армий «Юг». Принимало активное участие в Третьей битве за Харьков и в Курской битве.
АГ «Кемпф» получила своё название после смещения Хуберта Ланца с командования группировкой, оборонявшей Харьков (Armeeabteilung Lanz) 17 февраля 1943 и назначения на его место генерала танковых войск Вернера Кемпфа.
Кемпф вступил в командование 21 февраля 1943 года и оставался на этой должности всё время существования группировки за исключением последней недели, 15 августа 1943 года когда он был снят с должности и заменён генералом от инфантерии Отто Вёлером (Otto Wöhler).
22 августа 1943 года соединения АГ «Кемпф» вошли в формирующуюся 8-ю армию, командующим которой стал Вёлер.